# کروپینگسکیه
کروپینگسکیه (به لهستانی:  Krupińskie) یک روستا در لهستان است که در گمینا سادوونه واقع شده‌است.
 کروپینگسکیه  ۱۲۰ نفر جمعیت دارد.